# Koszmosz–25
A Koszmosz–25 (oroszul: Космос–25) a szovjet DSZ–P1 típusú radarcél-műhold.

## Jellemzői
A dnyipropetrovszki Juzsnoje tervezőirodában kifejlesztett és épített DSZ–P1 típusú radarcél-műhold, mely a szovjet ballisztikusrakéta-elhárító és űrvédelmi rendszer távolfelderítő lokátorainak kifejlesztéséhez szükséges tesztekre szolgáltak.
1964. február 27-én a Kapusztyin Jar rakétakísérleti lőtérről a Majak–2 indítóállásából egy  Koszmosz–2I (63SZ1) típusú hordozórakétával juttatták alacsony Föld körüli pályára. A 92,27 perces, 49 fokos hajlásszögű, az elliptikus pálya elemei: perigeuma 196 kilométer, apogeuma 526 kilométer volt. Hasznos tömege 355 kilogramm. A sorozat felépítését, szerkezetét, alapvető fedélzeti rendszereit tekintve egységesített, szabványosított tudományos-kutató űreszköz. Áramforrásai kémiai akkumulátorok és napelemtáblák voltak.
A Föld felső atmoszférája fontos szerepet játszik a felszíni és a műholdas kommunikációban és navigációban, sűrűsége befolyásolja az alacsony Föld körüli pályán (LEO) keringő műholdak élettartamát. A fedélzeten elhelyezett rádióadók által sugárzott jelek fáziskülönbségének méréséből következtetéseket lehet levonni az ionoszféra szerkezetéről. Az éjszakai ionoszféra F-rétege magasságbeli és kiterjedésbeli inhomogenitásainak mérése a 20 MHz-es fedélzeti adó jeleinek fluktuációváltozásaiból történt.
1964. november 21-én 267 nap után, földi parancsra belépett a légkörbe és megsemmisült.